# Saint-Anthot
Saint-Anthot är en kommun i departementet Côte-d'Or i regionen Bourgogne-Franche-Comté i östra Frankrike. Kommunen ligger i kantonen Sombernon som tillhör arrondissementet Dijon. År 2022 hade Saint-Anthot 63 invånare.

## Befolkningsutveckling
Antalet invånare i kommunen Saint-Anthot
Referens:INSEE